# Youssou N'Dour
Youssou N'Dour (Dakar, 1 oktober 1959) is een Senegalees zanger, musicus en politicus. Hij hielp mee de hedendaagse muziek in Senegal uit te bouwen, meer speciaal een vorm die in de plaatselijke Wolof-taal mbalax genoemd wordt: een mengeling van de traditionele griot, met percussie en lofgezang en Afro-Cubaanse arrangementen en toevoegingen. Tussen april 2012 en september 2013 was hij minister van Toerisme in Senegal.

## Biografie
N'Dour, bijgenaamd 'de Nachtegaal van Dakar', begon op te treden toen hij 12 was. Na enkele jaren al trad hij regelmatig op met de Star Band, de populairste groep van Dakar in het begin van de jaren zeventig. In 1979 vormde hij zijn eigen band, Etoile de Dakar, die na een paar jaar werd omgedoopt in The Super Etoile. In zijn vroege werk met Etoile de Dakar is de typische Latijns-Amerikaanse stijl herkenbaar die op dat moment in Afrika populair was. Later in de jaren 80 ontwikkelde hij zijn eigen stijl met Super Etoile de Dakar, samen met Jimi Mbaye op gitaar, bassist Habib Faye, en drummer Assane Thiam.
Hij richtte zijn eigen opnamestudio Xippi op, en zijn eigen platenlabel Jololi. Hij startte ook Project Joko op, met de bedoeling internetcafés te openen in Afrika en de Senegalese gemeenschap in de wereld samen te brengen.
Bij het westerse publiek is N'Dour het best bekend door zijn samenwerking met Peter Gabriel in 1986, met Neneh Cherry en met Wyclef Jean. Hij heeft ook gespeeld en opgenomen met Sting, Paul Simon, Bruce Springsteen, Dido, Tracy Chapman, Branford Marsalis, Sona Jobarteh en anderen. In juli 1993 ging een door N'Dour geschreven Afrikaanse opera in première in de Opera van Parijs, en hij schreef en zong de openingshymne voor de Wereldbeker Voetbal in 1998, samen met Axelle Red.
N'Dour is begaan met verschillende sociale en politieke problemen. In 1985 organiseerde hij een concert voor de vrijlating van Nelson Mandela. Hij heeft rondgetoerd voor Amnesty International en samengewerkt met de Verenigde Naties en UNICEF. In 11 september 2010 speelde hij op de Wachtnacht op het Sint-Pietersplein in Gent.
Youssou N'Dour wilde in 2012 meedoen aan de presidentsverkiezingen in Senegal. Eind januari besloot het Hooggerechtshof echter dat hij niet kon meedoen, omdat een aantal stemmen die hij nodig had voor zijn kandidatuur niet gecontroleerd kon worden. President Abdoulaye Wade werd daarentegen niet uitgesloten, hoewel hij voor een derde termijn ging, wat ongrondwettelijk was. Op 27 januari 2012 braken daarop rellen los.
N'Dour werd minister van Cultuur en Toerisme in de regering van Macky Sall, in april 2012.
In oktober 2013 maakte N'Dour zijn muzikale comeback in het Palais Omnisports de Paris-Bercy. In oktober 2020 trad Youssou N'Dour toe tot de prestigieuze Royal Swedish Academy of Music.

## Onderscheidingen
In 2002 ontving N'Dour de Prins Claus Prijs van het Prins Claus Fonds.
Hij won zijn eerste Amerikaanse Grammy Award voor zijn cd Egypt in 2005. Datzelfde jaar ontving hij een BBC Radio 3 Award for World Music.
In 2022 won Youssou N'dour een World Pioneer Award bij de Songlines Music Awards.

## Albums
- Immigrés (1984)
- Bitim Rew (1984)
- Nelson Mandela (1986)
- The Lion (1989)
- Set (1990)
- Live Tv (1991)
- Eyes Open (1992)
- 7 Seconds (1994)
- Guide (Wommat) (1994)
- Diapason Plus (1995)
- Lii (1996)
- Djamil (1984)
- Voices from the Heart of Africa (1996)
- Inedits 84-85 (1997)
- St Louis (1997)
- Special Fin D'annee Plus (1998)
- Kirikou (2000)
- Joko: From Village To Town (2000)
- Joko: The Link (2000)
- Rewmi (2000)
- Le Grand Bal (2000)
- St. Louis (2000)
- Le Grand Bal (2000)
- Le Grand Bal a Bercy (2001)
- Ba Tay (2002)
- Nothing's In Vain (2002)
- Youssou N'Dour and His Friends (2002)
- Cëy You (2003)
- Kirikou (2004)
- Egypt (2004)
- Jigeen Gni (2005)
- Badou (2005)
- Alsaama Day (2007)
- Rokku Mi Rokka (2007)
- I Bring What I Love (2008)
- Special Fin D'annee : Salagne-Salagne (2009)
- Dakar - Kingston (2010)
- Mbalakh Dafay Wakh (2011)
- Fatteliku (2014)
- #Senegaal Rek (2016)
- Africa Rekk (2016)
- Seeni Valeurs (2017)
- Respect (2018)
- History (2019)
- Mbalax (2021)
- Eclairer le monde - Light the World (2025)

### Singles
| Single met eventuele hitnotering(en) in de Nederlandse Top 40 | Datum van verschijnen | Datum van binnenkomst | Hoogste positie | Aantal weken | Opmerkingen                                          |
| ------------------------------------------------------------- | --------------------- | --------------------- | --------------- | ------------ | ---------------------------------------------------- |
| 7 Seconds                                                     | 05-1994               | 11-06-1994            | 2               | 17           | met Neneh Cherry / nr. 2 in de Mega Top 50 / Megahit |

### NPO Radio 2 Top 2000
| Nummer met noteringen in de NPO Radio 2 Top 2000 | '99 | '00 | '01 | '02 | '03 | '04 | '05 | '06 | '07 | '08 | '09 | '10 | '11 | '12 | '13 | '14 | '15  | '16  | '17  | '18  | '19  | '20  | '21  | '22  | '23  | '24  |
| ------------------------------------------------ | --- | --- | --- | --- | --- | --- | --- | --- | --- | --- | --- | --- | --- | --- | --- | --- | ---- | ---- | ---- | ---- | ---- | ---- | ---- | ---- | ---- | ---- |
| 7 Seconds (met Neneh Cherry)                     | 280 | 321 | 429 | 416 | 516 | 462 | 539 | 576 | 616 | 530 | 518 | 540 | 781 | 705 | 782 | 828 | 1042 | 1310 | 1329 | 1613 | 1727 | 1636 | 1552 | 1745 | 1575 | 1742 |

1. ↑  Een vetgedrukt getal geeft de hoogste notering aan.